# Мальдівська Вікіпедія
Мальдівська Вікіпедія (мальд. ވިކިޕީޑިޔާ) — розділ Вікіпедії мальдівською мовою. Мальдівська Вікіпедія станом на 26 березня 2025 року містить 3119 статей, 26 652 зареєстрованих користувачів, 28 активних дописувачів, 2 адміністраторів
. Загальна кількість сторінок в мальдівській Вікіпедії — 12 427, редагувань — 135 518, завантажених файлів — 931
. Глибина (рівень розвитку мовного розділу) мальдівської Вікіпедії середня і становить 97.1 пунктів
. 